# Jagdstaffel 43

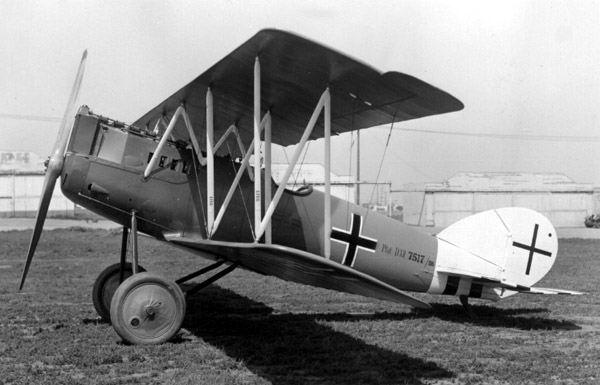
Aeronave Pfalz D.XII.

A Jagdstaffel 43, conhecida também por Jasta 43, foi um esquadra de aeronaves da Luftstreitkräfte, o braço aéreo das forças armadas alemãs durante a Primeira Guerra Mundial. A Jasta 43 abateu 35 aeronaves inimigas, incluindo três balões.

## Aeronaves
- Fokker D.VII
- Pfalz D.XII